# Vaindloo
Vaindloo – wyspa w północnej Estonii na Morzu Bałtyckim w Zatoce Fińskiej.
Powierzchnia wyspy wynosi 0,062 km² (6,2 ha). Jest najbardziej wysuniętym na północ punktem Estonii. Administracyjnie przynależy do terytorium miejscowości Vihula, prowincja Virumaa Zachodnia.
Na wyspie znajduje się latarnia morska, która została przeniesiona z wyspy Vormsi w 1871 roku.
W maju 1943 roku, radziecki okręt podwodny Szt-408, dowodzony przez komandora porucznika Pawła Kuzmina, został zatopiony przez marynarkę fińską w pobliżu tej wyspy.
Vaindloo jest ważnym siedliskiem ptaków. Gniazdują tu m.in. rybitwa popielata, włochatka zwyczajna, bogatka zwyczajna, biegus morski, górniczek zwyczajny, srokosz, trznadel zwyczajny.

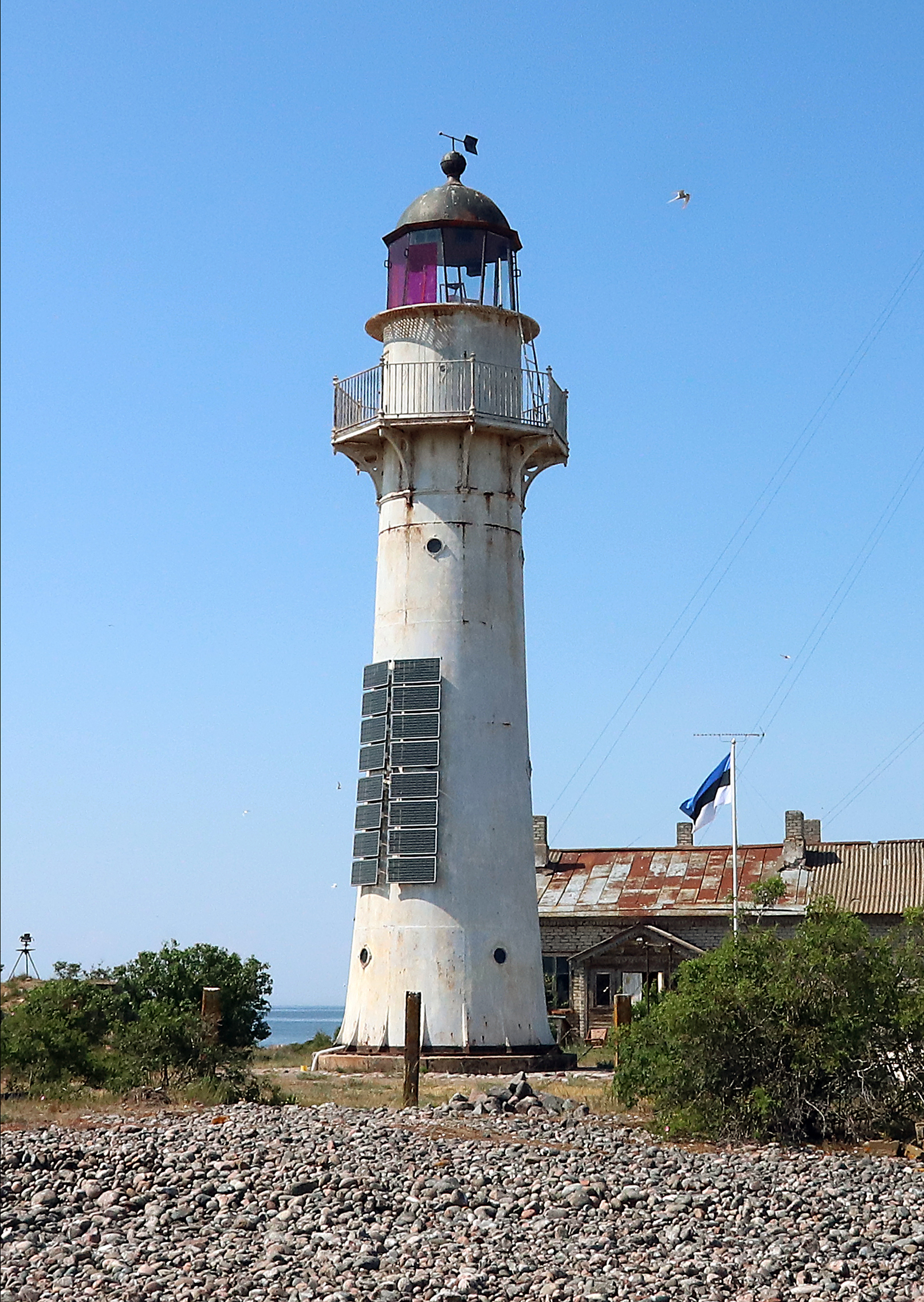
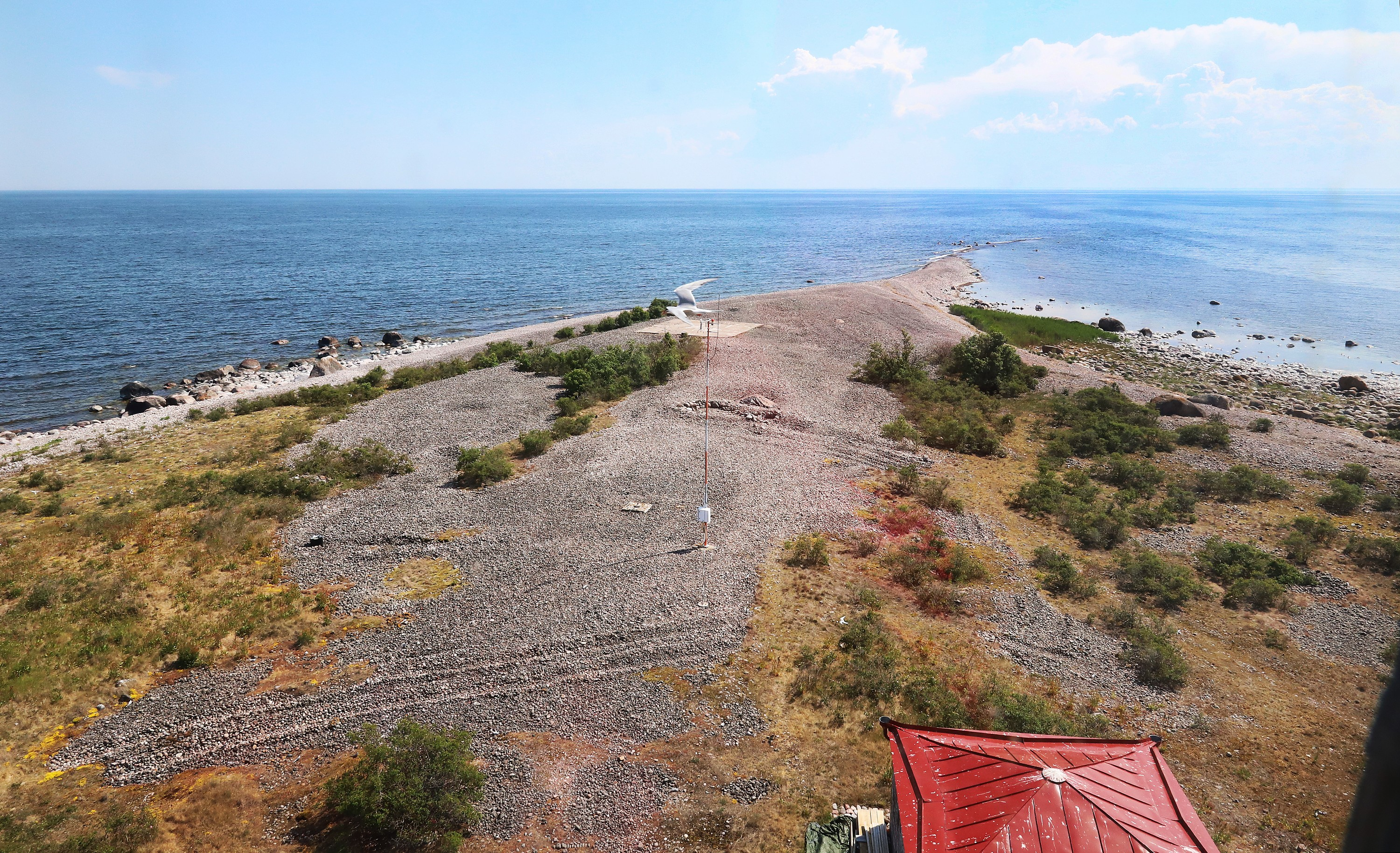
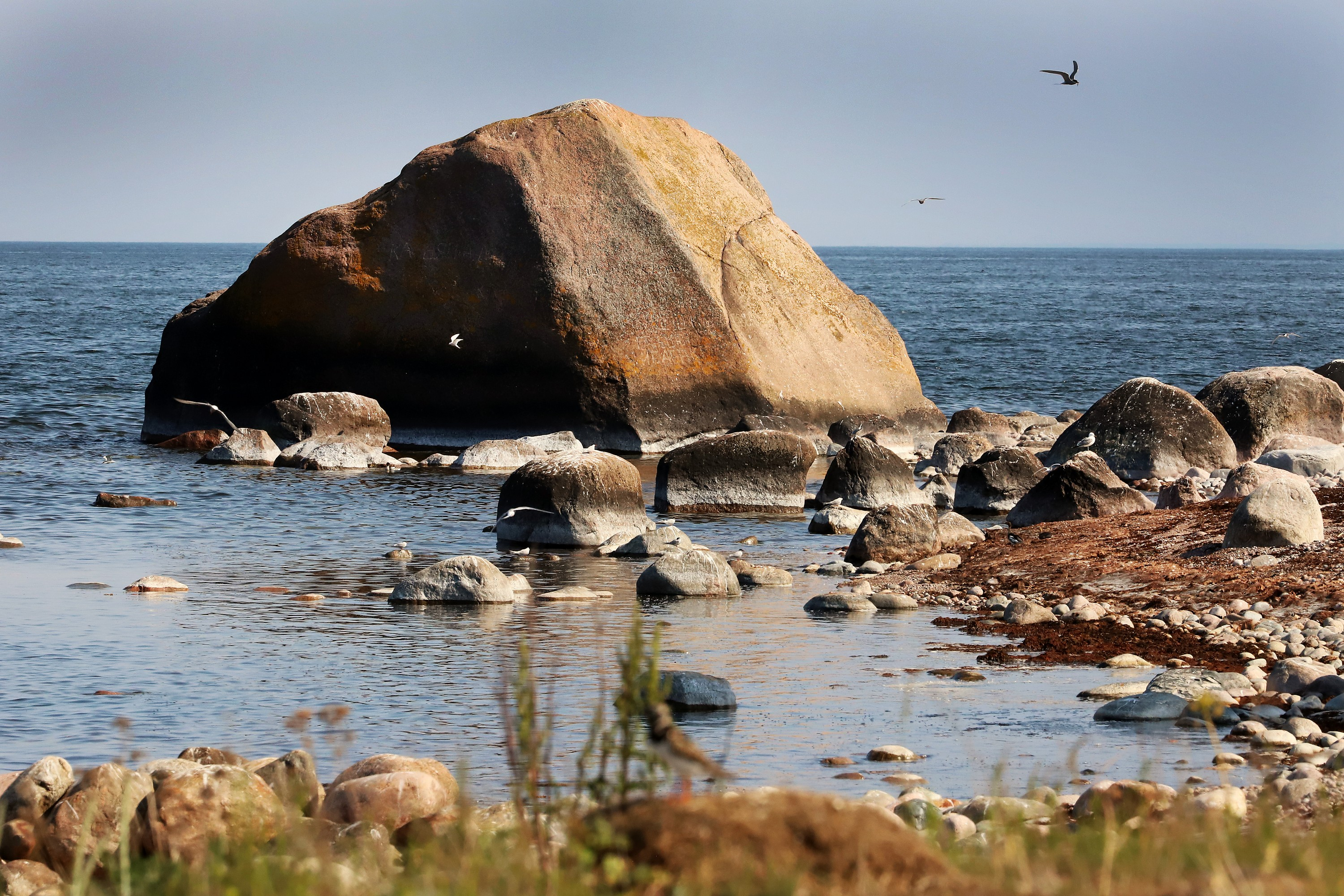
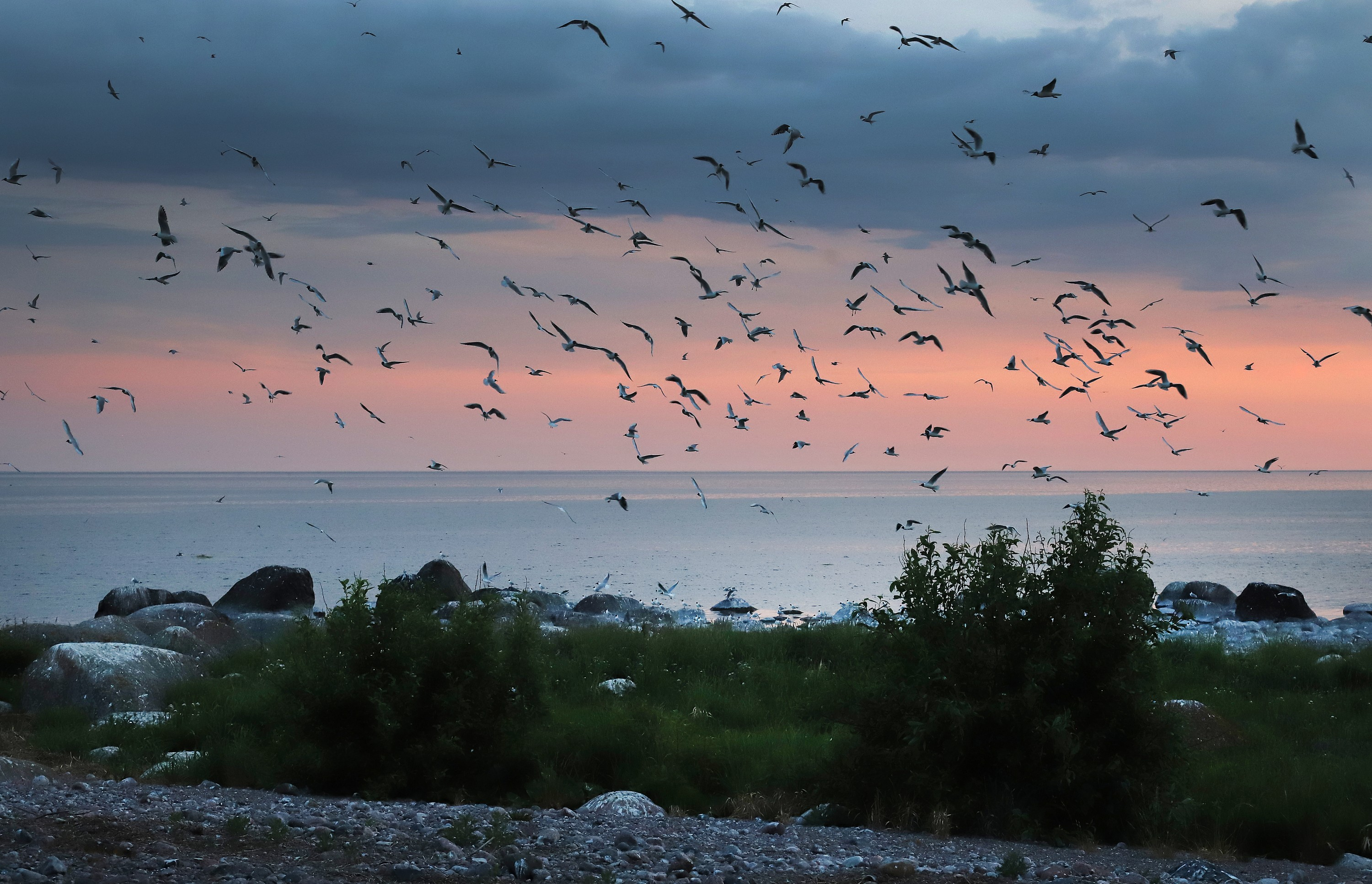